# Wilkau-Haßlau
Wilkau-Haßlau est une ville de Saxe (Allemagne), située dans l'arrondissement de Zwickau, dans le district de Chemnitz.